# Liste der Naturdenkmale in Hechingen
| Naturdenkmale | Anzahl |
| ------------- | ------ |
| FND           | 0      |
| END           | 42     |
| Gesamt        | 42     |

Die Liste der Naturdenkmale in Hechingen nennt die verordneten Naturdenkmale (ND) der im baden-württembergischen Zollernalbkreis liegenden Stadt Hechingen. In Hechingen gibt es insgesamt 42 als Naturdenkmal geschützte Objekte, keines ist ein flächenhaftes Naturdenkmal (FND), alle sind Einzelgebilde-Naturdenkmale (END).
Stand: 31. Oktober 2016.

## Einzelgebilde (END)
| Name                                           | Bild | Kennung     | Einzelheiten                                                   | Position | Fläche Hektar | Datum         |
| ---------------------------------------------- | ---- | ----------- | -------------------------------------------------------------- | -------- | ------------- | ------------- |
| Birnbaum                                       |      | 84170310264 | Hechingen, Boll, gibt es nicht mehr                            | ⊙        | 0,0           | 28. Apr. 1995 |
| Birnbaum                                       |      | 84170310265 | Hechingen, Weilheim                                            | ⊙        | 0,0           | 28. Apr. 1995 |
| Linde mit Birnbaum im Friedrichstal            |      | 84170310263 | Hechingen, Boll Linde abgegangen                               | ⊙        | 0,0           | 28. Apr. 1995 |
| 1 Eiche auf dem Kirchenköpfle                  |      | 84170310138 | Hechingen, Schlatt                                             | ⊙        | 0,0           | 22. März 1935 |
| 1 Eiche mit Forchengruppe                      |      | 84170310121 | Hechingen, Beuren                                              | ⊙        | 0,0           | 12. Jan. 1962 |
| 1 Eiche „Muttereiche“                          |      | 84170310225 | Hechingen Dez. 2016 auseinandergebrochen                       | ⊙        | 0,0           | 28. Apr. 1995 |
| 1 Eiche                                        |      | 84170310224 | Hechingen                                                      | ⊙        | 0,0           | 28. Apr. 1995 |
| 1 Fichte (Weißtanne)                           |      | 84170310129 | Hechingen, Beuren                                              | ⊙        | 0,0           | 22. März 1935 |
| 1 Fichte                                       |      | 84170310141 | Hechingen, Schlatt                                             | ⊙        | 0,0           | 12. Jan. 1962 |
| 1 Kirsche                                      |      | 84170310308 | Hechingen, Beuren                                              | ⊙        | 0,0           | 15. Feb. 2000 |
| 1 Linde am Steigle                             |      | 84170310154 | Hechingen, Weilheim                                            | ⊙        | 0,0           | 12. Jan. 1962 |
| 1 Linde auf dem Weiherbuckel                   |      | 84170310155 | Hechingen, Weilheim                                            | ⊙        | 0,0           | 12. Jan. 1962 |
| 1 Linde auf Hühnerfeldhalde                    |      | 84170310153 | Hechingen, Weilheim                                            | ⊙        | 0,0           | 12. Jan. 1962 |
| 1 Linde (auf Meßtunhalde)                      |      | 84170310148 | Hechingen, Weilheim                                            | ⊙        | 0,0           | 22. März 1935 |
| 1 Linde beim ehemaligen Kloster                |      | 84170310226 | Hechingen, Stetten                                             | ⊙        | 0,0           | 28. Apr. 1995 |
| 1 Linde „Kreutzerlinde“                        |      | 84170310145 | Hechingen, Stetten                                             | ⊙        | 0,0           | 12. Jan. 1962 |
| 1 Linde „Uhlandlinde“                          |      | 84170310313 | Hechingen, Stetten                                             | ⊙        | 0,0           | 15. Feb. 2000 |
| 1 Linde vor der Schule                         | BW   | 84170310310 | Hechingen, Sickingen, gibt es nicht mehr                       | ⊙        | 0,0           | 15. Feb. 2000 |
| 1 Linde                                        |      | 84170310309 | Hechingen, Beuren                                              | ⊙        | 0,0           | 15. Feb. 2000 |
| 1 Linde                                        | BW   | 84170310312 | Hechingen gibt es nicht mehr                                   | ⊙        | 0,0           | 15. Feb. 2000 |
| 1 Maulbeerbaum                                 |      | 84170310228 | Hechingen, Weilheim                                            | ⊙        | 0,0           | 28. Apr. 1995 |
| 1 Tanne am Traufweg (Eckweg)                   |      | 84170310140 | Hechingen, Schlatt abgestorben                                 | ⊙        | 0,0           | 12. Jan. 1962 |
| 1 Weißtanne im Hanneswiesle                    |      | 84170310131 | Hechingen                                                      | ⊙        | 0,0           | 12. Jan. 1962 |
| 1 Weißtanne im Hanneswiesle                    |      | 84170310132 | Hechingen                                                      | ⊙        | 0,0           | 22. März 1935 |
| 14 Eiben                                       |      | 84170310125 | Hechingen, Boll                                                | ⊙        | 0,0           | 12. Jan. 1962 |
| 2 Bäume (1 Fichte, 1 Eiche)                    | BW   | 84170310220 | Hechingen, Bechtoldsweiler gibt es nicht mehr                  | ⊙        | 0,0           | 28. Apr. 1995 |
| 2 Elsbeeren                                    |      | 84170310128 | Hechingen                                                      | ⊙        | 0,0           | 12. Jan. 1962 |
| 2 Kastanien u. 1 Robinie am Steinkreuz         |      | 84170310314 | Hechingen, Weilheim                                            | ⊙        | 0,0           | 15. Feb. 2000 |
| 2 Kiefern am Karnich                           |      | 84170310221 | Hechingen, Beuren                                              | ⊙        | 0,0           | 28. Apr. 1995 |
| 2 Linden bei der Urbanskapelle                 | BW   | 84170310151 | Hechingen, Weilheim durch neue Linden ersetzt                  | ⊙        | 0,0           | 12. Jan. 1962 |
| 2 Linden beiderseits eines Kreuzes             |      | 84170310142 | Hechingen, Stein                                               | ⊙        | 0,0           | 12. Jan. 1962 |
| 2 Linden im Stellegrund                        |      | 84170310227 | Hechingen, Stetten                                             | ⊙        | 0,0           | 28. Apr. 1995 |
| 2 Linden mit Holzkreuz                         |      | 84170310223 | Hechingen                                                      | ⊙        | 0,0           | 28. Apr. 1995 |
| 2 Linden mit Kreuz                             |      | 84170310311 | Hechingen, Sickingen                                           | ⊙        | 0,0           | 15. Feb. 2000 |
| 2 Linden mit Kriegerdenkmal                    |      | 84170310119 | Hechingen, Bechtoldsweiler eine Linde abgegangen, Neupflanzung | ⊙        | 0,0           | 12. Jan. 1962 |
| 2 Linden mit Steinkreuz                        |      | 84170310126 | Hechingen, Boll                                                | ⊙        | 0,0           | 12. Jan. 1962 |
| 2 Linden und 1 Eiche                           | BW   | 84170310222 | Hechingen gibt es nicht mehr                                   | ⊙        | 0,0           | 28. Apr. 1995 |
| 2 Linden, 1 Eiche                              |      | 84170310136 | Hechingen                                                      | ⊙        | 0,0           | 12. Jan. 1962 |
| 2 Linden b. d. Kirche St.Lutzen                | BW   | 84170310135 | Hechingen gibt es nicht mehr                                   | ⊙        | 0,0           | 12. Jan. 1962 |
| 3 Silberpappeln an der Steinbrücke             |      | 84170310149 | Hechingen, Weilheim                                            | ⊙        | 0,0           | 22. März 1935 |
| 5 Linden mit Steinkreuz                        |      | 84170310152 | Hechingen, Weilheim                                            | ⊙        | 0,0           | 12. Jan. 1962 |
| 6 Eichen beim Fasanengarten (früher: 8 Eichen) |      | 84170310134 | Hechingen                                                      | ⊙        | 0,0           | 12. Jan. 1962 |
| Legende für Naturdenkmal                       |      |             |                                                                |          |               |               |